# هتل بایریشر هوف

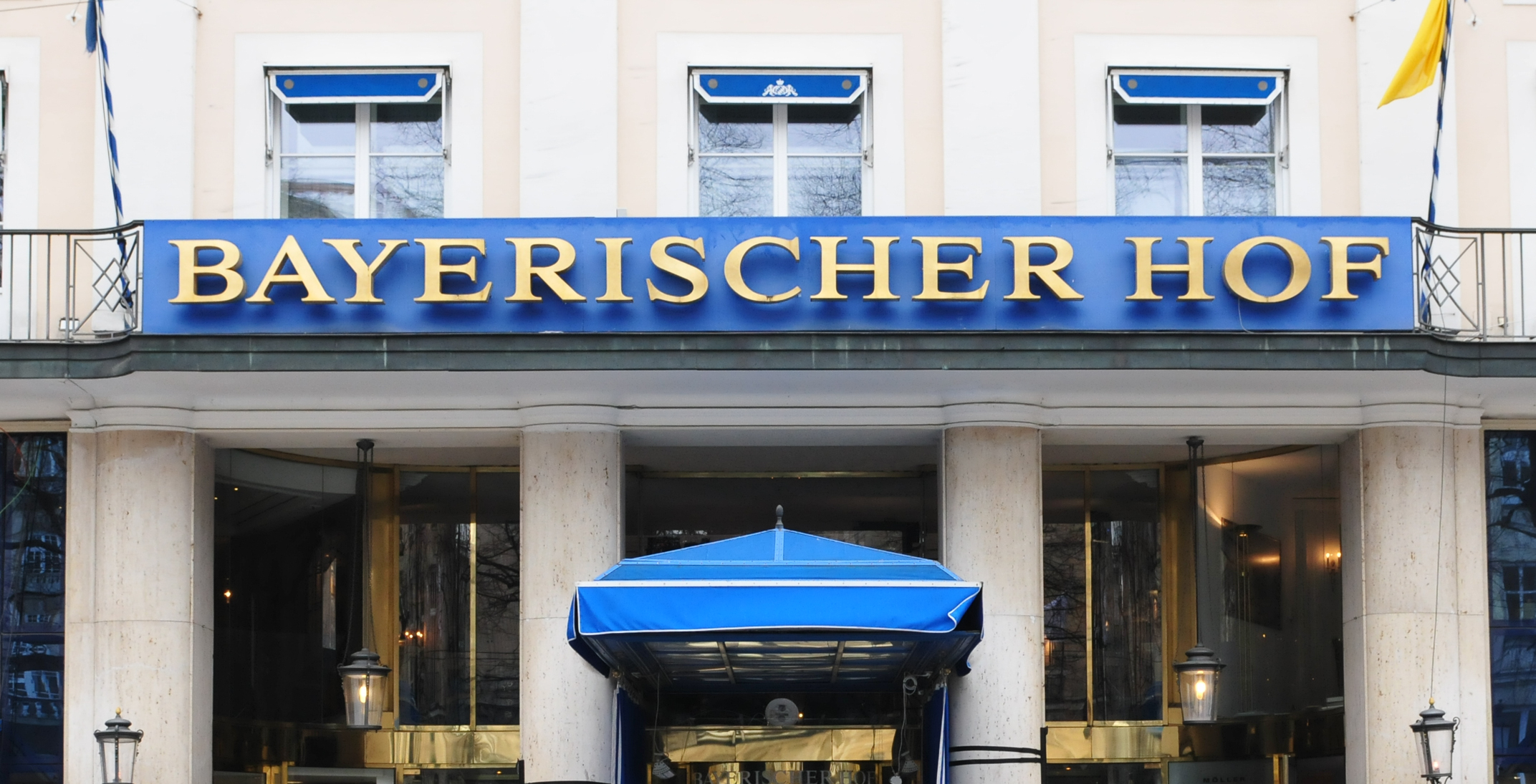
نمایی از درب ورودی هتل بایریشر هوف.

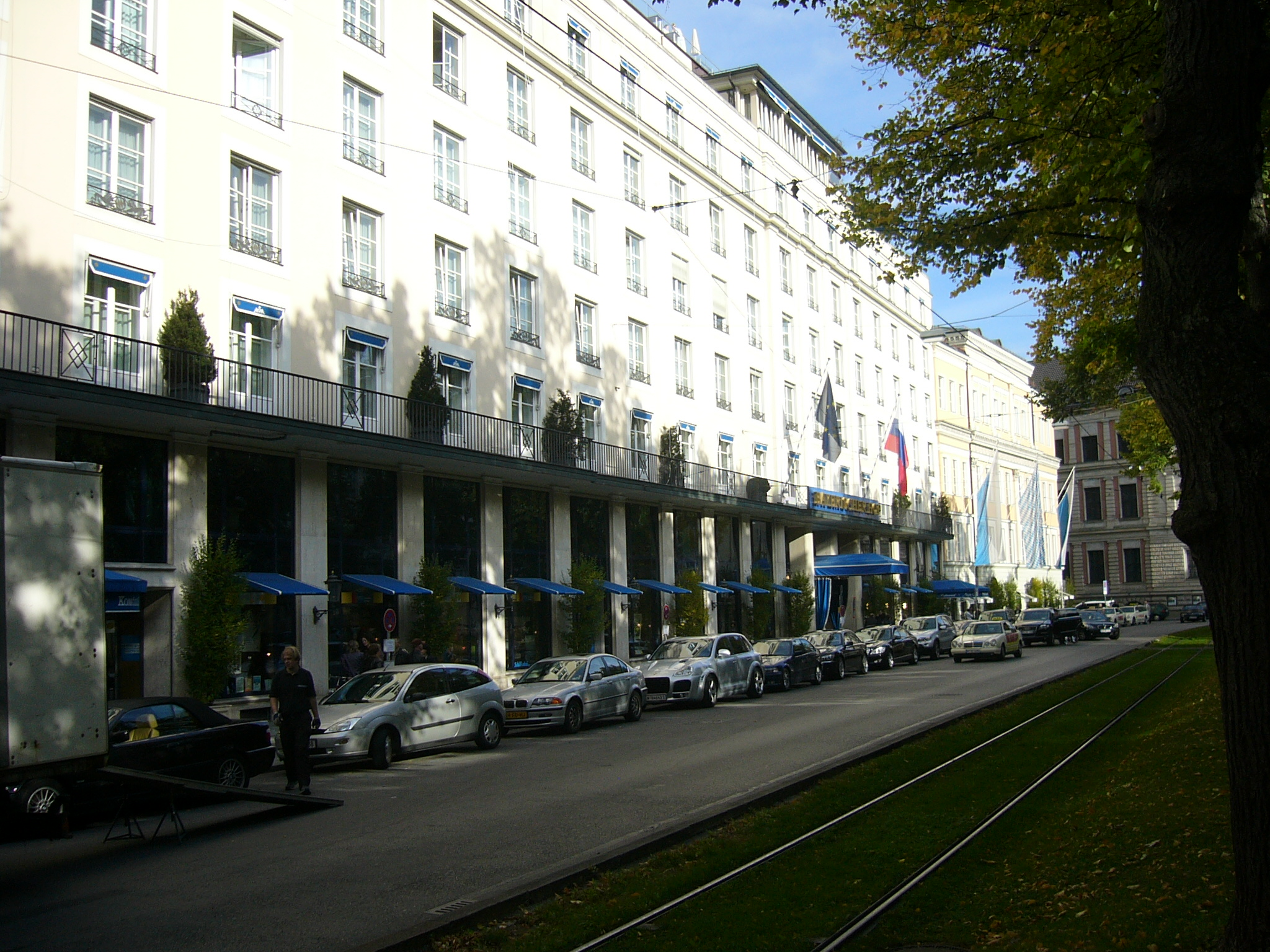
نمایی بیرونی از ساختمان هتل بایریشر هوف در مونیخ.

هتل بایریشر هوف  (به آلمانی: Bayerischer Hof) نام هتلی پنج‌ستاره و مجلل در شهر مونیخ آلمان است.

## تاریخچه
هتل بایریشر هوف در سال ۱۸۴۱ میلادی ساخته‌شد.
هتل بایریشر هوف هرساله در ماه فوریه میزبان کنفرانس امنیتی مونیخ است. این هتل هم‌چنین میزبان مذاکرات هسته‌ای ایران و گروه ۱+۵ بوده‌است.

## موقعیت محلی
هتل بایریشر هوف در یکی از مناطق اعیان‌نشین مونیخ واقع شده‌است.